# George Bush Center for Intelligence
| Flygfoto på den äldre byggnaden (främst) och nyare byggnaden samt foto på minnesväggen i den äldre byggnadens huvudlobby. |  | Flygfoto på den äldre byggnaden (främst) och nyare byggnaden samt foto på minnesväggen i den äldre byggnadens huvudlobby. |
| Flygfoto på den äldre byggnaden (främst) och nyare byggnaden samt foto på minnesväggen i den äldre byggnadens huvudlobby. |  | |

George Bush Center for Intelligence är det officiella namnet på Central Intelligence Agency:s anläggning där dess huvudkontor finns och som beläget i Fairfax County, Virginia strax utanför Washington, DC. Langley används ofta som en metonym eftersom anläggningen geografiskt tillhör orten Langley.
Anläggningen fick sitt nuvarande namn 1999 efter George H.W. Bush, som innan han blev USA:s vicepresident (1981-1989) och USA:s president (1989-1993), var chef för CIA (engelska: Director of Central Intelligence) från 1976 till 1977 i Gerald Fords administration.

## Bakgrund
Huvudkontoret utgör en anläggning med flera byggnader på ett 1,04 km² stort landområde. Den äldre huvudbyggnaden (benämnd som Old Headquarters Office, OHB) ritades av det New York-baserade arkitektkontoret Harrison & Abramovitz på 1950-talet och har en golvyta på 130 000 m². Första spadtaget togs den 3 november 1959, då USA:s dåvarande president Dwight Eisenhower deltog vid grundstensläggningen. Byggnaden blev färdigställd i mars 1961. Den nyare huvudbyggnaden (New Headquarters Building, NHB), ritades av Smith, Hinchman and Grylls Associates och den blev färdigställd i mars 1991 efter byggstarten i maj 1984. OHB och NHB är sammankopplade med varandra genom en tunnel.
I lobbyn för OHB finns en minnesvägg med en stjärna för varje anställd vid CIA som mist livet i tjänsteutövningen. Inne på området finns även ett eget museum om CIA och föregångaren Office of Strategic Services (OSS) som inte är öppet för allmänheten annat än utställningarna som visas på dess hemsida.

## Populärkultur
Långfilmen Patrioter från 1992 med Harrison Ford i huvudrollen som Jack Ryan var den första spelfilmen som gavs tillstånd att filmas inne på området.